# 제이 C. 플리펜

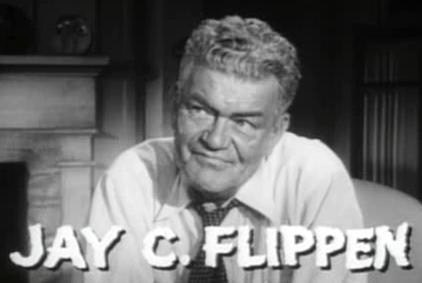

제이 C. 플리펀(Jay C. Flippen, 영어 발음: /ˈflɪpən/, 1899년 3월 6일 ~ 1971년 2월 3일)은 미국의 가수, 라디오 DJ, 배우이다.
리틀록에서 태어났으며 로스앤젤레스에서 사망하였다.

## 영화
- 더 세븐 미니츠 (1971년)
- 캣 벌루 (1965년) - 카디건 보안관 역
- 루킹 포 러브 (1964년)
- 서부 개척사 (1962년)
- 4인의 무뢰한 (1960년)
- 분노의 강 (1960년)
- 추격 (1959년)
- 프럼 헬 투 텍사스 (1958년)
- 화살의 질주 (1957년)
- 킬링 (1956년)
- 키스밋(영어판) (1955년)
- 언제나 맑음 (1955년)
- 오클라호마 (1955년)
- 스타가 아닌 사나이 (1955년)
- 전략 공군 사령부 (1955년)
- 클라이막스! (1954년)
- 머나먼 서부 (1954년)
- 이스트 오브 수마트라 (1953년)
- 에어 코만도 (1953년)
- 와일드 원 (1953년)
- 분노의 강 (1952년)
- 레몬 드롭 키드 (1951년)
- 모델과 중매장이 (1951년)
- 날으는 해병대 (1951년)
- 러브 댓 브루트 (1950년)
- 서부의 두 깃발 (1950년)
- 윈체스터 73 (1950년)
- 그들은 밤에 산다 (1949년)
- 여인의 비밀 (1949년)
- 오, 아름다운 인형 (1949년)
- 다운 투 더 씨 인 쉽스 (1949년)
- 잔인한 힘 (1947년)